# Brice Jean-Baptiste Renard
Pour les articles homonymes, voir Renard (homonymie).
Brice Jean Baptiste Renard, né le 15 juillet 1769 à Dun-sur-Meuse, mort le 2 juillet 1854 à Dun-sur-Meuse (Meuse), est un général français de la Révolution et de l'Empire.

## État des services
Il entre en service le 1er septembre 1788, au régiment du Cap, et il fait les campagnes de Saint-Domingue de 1790 à 1792. Servit à l'armée de l'Ouest de 1793 à 1795. Incorporé avec son bataillon dans la 13e demi-brigade d'infanterie de ligne le 20 octobre 1796. A l'armée d'Italie en 1796-1797. A l'armée d'Orient de 1798 à 1801. Le 6 mai 1800, il est nommé chef de bataillon à la 13e demi-brigade d'infanterie de ligne, et il est fait chevalier de la Légion d’honneur le 14 juin 1804.
En 1805, il participe à la campagne d’Autriche, et il est blessé le 16 novembre à la bataille d'Hollabrunn. Il est nommé colonel le 17 août 1806, au 4e régiment d’infanterie de ligne italien, et il est promu officier de la Légion d'honneur le 26 décembre 1805. En mars 1807, il participe au siège de Colberg, jusqu’à la signature du traité de paix de Tilsit en juillet 1807.
De 1808 à 1812, il sert à l’armée d’Espagne et à celle de Catalogne. Il est créé chevalier de l’Empire le 9 septembre 1810, et il est blessé lors d’une escarmouche le 25 octobre 1810, à Cardonne. Il est promu général de brigade le 30 décembre 1810 au service italien, et le 13 mars 1812, il est de retour à Milan, comme commandant de la 1re brigade de la 2e division d’infanterie. En 1813-1814, il commande les départements de la 1re division militaire du royaume d’Italie.
Il démissionne de l'armée d'Italie lors de la Première Restauration, et il est confirmé dans son grade de général de brigade au service de la France le 22 septembre 1814, puis il est mis en non-activité.
Il meurt le 2 juillet 1854, à Dun-sur-Meuse, chez sa belle-sœur (il habitait Paris).

## Dotation
- Donataire de 2 000 francs sur le Trasimène le 8 septembre 1808, et de 2 000 francs sur le Tyrol Italien le 4 octobre 1810.

## Armoiries
| Armoiries | Nom du chevalier et blasonnement |
| --------- | --- |
|           | Chevalier Brice Jean-Baptiste Renard et de l'Empire, lettres patentes du 9 septembre 1810. D'argent à trois renards passant l'un sur l'autre de sable, bordure de gueules du tiers de l'écu au signe des chevaliers, posé au 2e point en chef - Livrées : les couleurs de l'écu. |

## Sources
- (en) « Generals Who Served in the French Army during the Period 1789 - 1814: Eberle to Exelmans »
- Thierry Pouliquen, « Les généraux français et étrangers ayant servis [sic] dans la Grande Armée » (consulté le 8 novembre 2014)
- (pl) « Napoléon.org.pl »
- Vicomte Révérend, Armorial du premier empire, tome 4, Honoré Champion, libraire, Paris, 1897, p. 130.
- Georges Six, Dictionnaire biographique des généraux & amiraux français de la Révolution et de l'Empire (1792-1814), Paris : Librairie G. Saffroy, 1934, 2 vol., p. 355